# Maseru (distrito)
Maseru é um dos 10 distritos do Lesoto. Nesse distrito fica localizada a capital do Lesoto, Maseru, que é igualmente sua capital.

## Demografia
| 1966    | 1976    | 1986    | 1996    | 2006    |
| 201.832 | 257.809 | 311.254 | 385.869 | 431.998 |